# Граяускас, Гинтарас
Ги́нтарас Грая́ускас (род. 19 февраля 1966, город Мариямполе, тогда Капсукас) — литовский поэт, эссеист, писатель, драматург, автор песен и исполнитель.

## Биография
Родился 19 февраля 1966 года в городе Капсукасе, ныне — Мариямполе. С детства живет и работает в Клайпеде. Окончил Высшую музыкальную школу Стасиса Шимкуса, учился в Национальной консерватории Литвы на кафедре джаза. В 1990—1994 гг. работал на радио, телевидении, с 1994 года — в литературном издании газеты «Клайпеда» «Янтарная капель». С 2000 года организовывал ежегодный съезд поэтов «Плацдарм». С 2008 года работал заведующим литературного отдела в драматическом театре Клайпеды. С 2018 года - художественный руководитель Клайпедского драматического театра. С 2017 года один из организаторов и художественный руководитель международного театрального фестиваля TheATRIUM. Играл на бас-гитаре и пел в блюз-рок группе «Контрабанда», в джаз-рок группе «Рокфеллеры». С ними записал 6 альбомов.

## Творчество
В Литве издано 6 сборников стихов, две книги эссеистики, романы и пьесы. Сборники стихов печатались в Германии, Швеции, Польше, Италии, Исландии, Великой Британии. Спектакль «Заповедник» ставился в театре Франции. Стихи переведены на английский, немецкий, украинский, грузинский, белорусский, шведский, голландский, корейский, финский, польский, латвийский, эстонский, русский и другие языки, напечатаны в периодических изданиях и альманахах.

## Награды
Лауреат литературной премии Зигмаса Геле за лучший поэтический дебют (за книгу стихов „Tatuiruotė“, 1994), премии И. Симонатийте (2000), Поэтической весны (2000), премии министерства культуры Литвы (2003), премии Правительства Литвы в области культуры и искусства (2013), Магистр культуры г. Клайпеда (2004). 
Награждён Золотым крестом сцены (2008) за лучшее произведение Национальной драматургии «Девушка, которой боялся Бог». Участвует в международных литературных предприятий — в книжных ярмарках Франкфурта, Ляйпцига (Германия), Варшавы (Польша), Гётеборга (Швеция), Турина (Италия), в книжном фестивале Эдинбурга (Шотландия), в поэтических фестивалях в Виленце (Словения), Гётеборге, Роттердаме, Копенгагене, Будапеште, на литературных вечерах в Берлине, Мюнхене, Дюсельдорфе, Стокгольме, Мальмё, Гётеборге, Кристианштадте (Швеция), Аарау, Базеле, Люцерне (Швейцария) и т. д. Получал стипендии Литовского министерства культуры (1998, 2000, 2002—2003, 2006—2007, 2012), центра писателей и переводчиков Балтийских стран (Висби, Швеция, 1998, 2000), международной писательской программы при университете Айовы (США, 2003), Het Beschrijf (Бельгия, 2005), Literarisches Colloquium Berlin (Германия, 2010).

### Драматургия
- «Keafri», 1997.
- «Co Ca Cola», 1998.
- «A gu gu», 2001.
- «Komiksas, arba Žmogus su geležiniu dančiu»
- «Linkime pasveikti», 2003.
- «Kas lieka, kai nieko nelieka», 2007.
- «Rezervatas», 2004.
- «Brunonas ir barbarai», 2010.
- «Lietuviai», 2012.
- «Mergaitė, kurios bijojo Dievas», Klaipėdos dramos teatras (rež. J. Vaitkus), 2010.
- «Pašaliniams draudžiama» - Klaipėdos dramos teatras (rež. O. Koršunovas), 2016.
- «Kas prieš mus» - Klaipėdos dramos teatras (rež. J. Vaitkus), 2018.